# Przemysław Bobrowski
Przemysław Bobrowski (ur. 13 kwietnia 1980) – polski lekkoatleta, specjalizujący się w biegach średniodystansowych.

## Osiągnięcia
- Mistrzostwa Polski seniorów w lekkoatletyce
  - Szczecin 2002 – brązowy medal w biegu na 800 m

- Halowe mistrzostwa Polski seniorów w lekkoatletyce
  - Spała 2002 – brązowy medal w biegu na 800 m

- Młodzieżowe mistrzostwa Polski w lekkoatletyce
  - Kraków 2002 – srebrny medal w biegu na 800 m, srebrny medal w biegu na 1500 m

- Memoriał Janusza Kusocińskiego
  - Warszawa 1999 – III miejsce w biegu na 2000 m

## Rekordy życiowe
- bieg na 800 metrów
  - stadion – 1:49,50 (Warszawa 2003)
  - hala – 1:51.77 (Spała 2002)
- bieg na 1500 metrów
  - stadion – 3:45,32 (Sopot 2003)
  - hala – 3:54.14 (Spała 2003)